# Susan Clark
Susan Clark (Sarnia, 8 de marzo de 1943) es una actriz canadiense.

## Biografía
Nacida en Sarnia, Ontario, Canadá, es hija de Eleanor Almond y George Raymond Golding, y ha interpretado numerosos papeles. En cine podemos destacar su actuación en títulos como Valdez is Coming (1971) con Burt Lancaster, Night Moves (1975) con Gene Hackman, y el clásico del cine de catástrofes Airport 1975 con Charlton Heston. En televisión ha aparecido en series como Bob Hope Presents the Chrysler Theatre (1967), Columbo, Marcus Welby, The Virginian con James Drury; y, entre 1983 y 1987, en la serie Webster.
Estuvo casada con el actor estadounidense Alex Karras desde 1980 hasta el fallecimiento de éste en el año 2012, teniendo ambos en común una hija.

## Filmografía
- The Virginian (1966) Serie TV
- Banning (1967)
- Madigan (1968)
- Coogan's Bluff (1968)
- Tell Them Willie Boy Is Here (1969)
- Skullduggery (1970)
- Colossus: The Forbin Project (1970)
- Valdez is Coming (1971)
- Skin Game (1971)
- Columbo, Ep.7.La muerte espera (1971) Serie TV
- Showdown (1973)
- The Midnight Man (1974)
- Airport 1975 (1975)
- Night Moves (1975)
- The Apple Dumpling Gang (1975)
- Murder by Decree (1979)
- The North Avenue Irregulars (1979)
- City on Fire (1979)
- Promises in the Dark (1979)
- Double Negative (1980)
- Nobody's Perfekt (1981)
- Porky's (1982)
- Butterbox Babies (1995)
- Romantic Mysticism: The Music of Billy Goldenberg (2022)